# Kõnnu Pikkjärv
Pikkjärv eller Kõnnu Pikkjärv är en insjö i nordöstra Estland. Den ligger i Alutaguse kommun i landskapet Ida-Virumaa, 160 km öster om huvudstaden Tallinn. Kõnnu Pikkjärv är 0,019 kvadratkilometer och är belägen 52 meter över havet. Sjön är långsmal och dess namn betyder 'Långsjön' på estniska, ett vanligt namn varför man ibland lägger till Kõnnu för att särskilja den från andra sjöar med samma namn. Den utgör källsjö för vattendraget Alajõgi som mynnar i Peipus. 